# Liste der Monuments historiques in Niedersteinbach
Die Liste der Monuments historiques in Niedersteinbach führt die Monuments historiques in der französischen Gemeinde Niedersteinbach auf.

## Liste der Bauwerke
| Bezeichnung       | Beschreibung                                              | Standort                          | Kennzeichnung | Schutzstatus | Datum | Bild           |
| ----------------- | --------------------------------------------------------- | --------------------------------- | ------------- | ------------ | ----- | -------------- |
| Burg Wasigenstein | Ruine einer mittelalterlichen Felsenburg, 13. Jahrhundert | nordnordwestlich des Ortes (Lage) | PA00084834    | Classé       | 1898  | weitere Bilder |